# Síndrome postpòlio
La poliomielitis és una malaltia neurològica causada pel virus de la pòlio. Afortunadament, a Espanya, gràcies a les campanyes de vacunació iniciades de manera sistemàtica el 1963, està pràcticament erradicada des de finals dels anys 60. L'últim cas va ser descrit el 1988. En els darrers anys, podem trobar-nos amb nous casos entre la població immigrant o després de viatges a països on encara és endèmica. S'estima que a l'estat espanyol unes 35.000 persones varen restar amb seqüeles de la malaltia.
Amb el pas dels anys, les persones afectades de poliomielitis poden desenvolupar complicacions en l'aparell locomotor derivades de la malaltia neurològica, com ara escoliosi, patologia tendinosa en les espatlles, atrapaments de nervis perifèrics per ús d'ajuts per a la marxa o per emprar cadires de rodes, insuficiència respiratòria, fractures per osteoporosi i, en definitiva, pèrdua de la funcionalitat i autonomia.
Un petit percentatge d'aquestes persones poden desenvolupar l'anomenada síndrome postpòlio que consisteix en l'aparició de debilitat muscular afegida a la prèvia, sense que pugui atribuir-se al desús. Aquesta debilitat muscular, pot estar acompanyada o no de fatiga, de miàlgies, d'atròfia muscular i, de la consegüent pèrdua de funcionalitat. Si hi ha l'evidència de canvis electromiogràfics, podem definir que es tracta veritablement d'una síndrome postpòlio (criteris de Halstead).

## Causes
Les causes que provoquen aquesta malaltia són desconegudes. Sembla que està relacionada amb el deteriorament de les cèl·lules nervioses de la medul·la espinal, que controlen els músculs (neurones matrius): sense els impulsos d'aquestes cèl·lules, el múscul no funciona. Afortunadament, algunes neurones matrius sobreviuen a la pòlio i estableixen connexions nervioses amb les cèl·lules desconnectades del múscul, per intentar assumir la funció de les cèl·lules nervioses destruïdes. Això permet tornar a utilitzar bona part dels músculs afectats. No obstant això, amb el pas del temps, les cèl·lules es poden sobrecarregar i tornar a fallar.
El procés d'envelliment és un altre factor que influiria a patir de postpòlio: amb l'edat, moltes persones experimenten una reducció de neurones de la medul·la espinal.

## Símptomes
Els símptomes de la síndrome postpòlio són complexos. Cal destacar:
- Fatiga generalitzada, que se sol presentar al final de la jornada i millora amb el repòs i el descans nocturn;
- Debilitat muscular, que és el símptoma neurològic més important i el que definiria la variant de postpòlio amb amiotròfia;
- Dolor tant muscular (produït pel sobreesforç muscular) com articular (degeneracions musculars);
- Intolerància al fred;
- Adormiment de les extremitats;
- Insuficiència respiratòria;
- Disfonia i problemes per empassar;
- Trastorns cognitius, com dificultats d'atenció i concentració;
- Alteracions psicològiques com ansietat i canvis en l'estat d'ànim, relacionades amb la funcionalitat i l'estil de vida, així com problemes per desenvolupar les tasques laborals, i
- Complicacions osteoarticulars afegides, secundàries a les seqüeles de la pòlio, al procés d'envelliment i a la càrrega excessiva que han rebut durant molts anys.[1]

## Diagnòstic
Les persones que han patit pòlio o que sospiten que tenen la síndrome de postpòlio han de consultar el metge o la metgessa. Aquest, probablement, les derivarà a l'especialista en trastorns neuromusculars, amb experiència en la síndrome de postpòlio. Normalment es tracta de professionals de la neurologia, la psiquiatria i l'ortopèdia. Tot i així, avui dia la síndrome postpòlio ja es tracta a l'atenció primària.
La diagnosi és basada en criteris clínics i en l'exclusió d'altres causes. S'acostumen a realitzar una sèrie de proves per descartar altres trastorns que tenen símptomes semblants, com és el cas de la depressió. Entre aquestes proves, les més habituals són:
- Una exploració física;
- Càlcul del pes corporal, ja que en moltes ocasions el sobrepès pot provocar pèrdua de funcionalitat, i
- Unes anàlisis de sang, estudis electrofisiològics, tomografia computada (TC), ressonància magnètica i/o biòpsia.
- No es disposen d'exploracions complementàries que puguin diferenciar els afectats amb seqüeles de pòlio d'altres amb la síndrome postpòlio.

Cal recordar que les persones que hagin patit prèviament la pòlio poden tenir altres malalties, per això s'hauran de fer reconeixements regulars i proves de diagnòstic preventives.

## Vacunació
Contra la postpòlio encara no hi ha tractament concret ni tampoc efectiu, però existeix una vacuna contra la pòlio que protegeix la majoria de les persones per la resta de la seva vida.